# میلوشو دو
میلوشو دو (به صربی: Milošev Do) یک منطقهٔ مسکونی در صربستان است.